# مانوئل فلیتاس سولیچ
مانوئل فلیتاس سولیچ (اسپانیایی: Manuel Fleitas Solich‎؛ ۳۰ دسامبر ۱۹۰۰ – ۲۴ مارس ۱۹۸۴) یک بازیکن و مربی فوتبال اهل پاراگوئه بود.
از باشگاه‌هایی که در آن بازی کرده‌است می‌توان به باشگاه فوتبال بوکا جونیورز و باشگاه فوتبال ناسیونال پاراگوئه و باشگاه فوتبال راسینگ کلاب اشاره کرد.
وی سرمربی تیم ملی فوتبال پاراگوئه در جام جهانی فوتبال ۱۹۵۰ بوده است.